# Pórfido de cuarzo

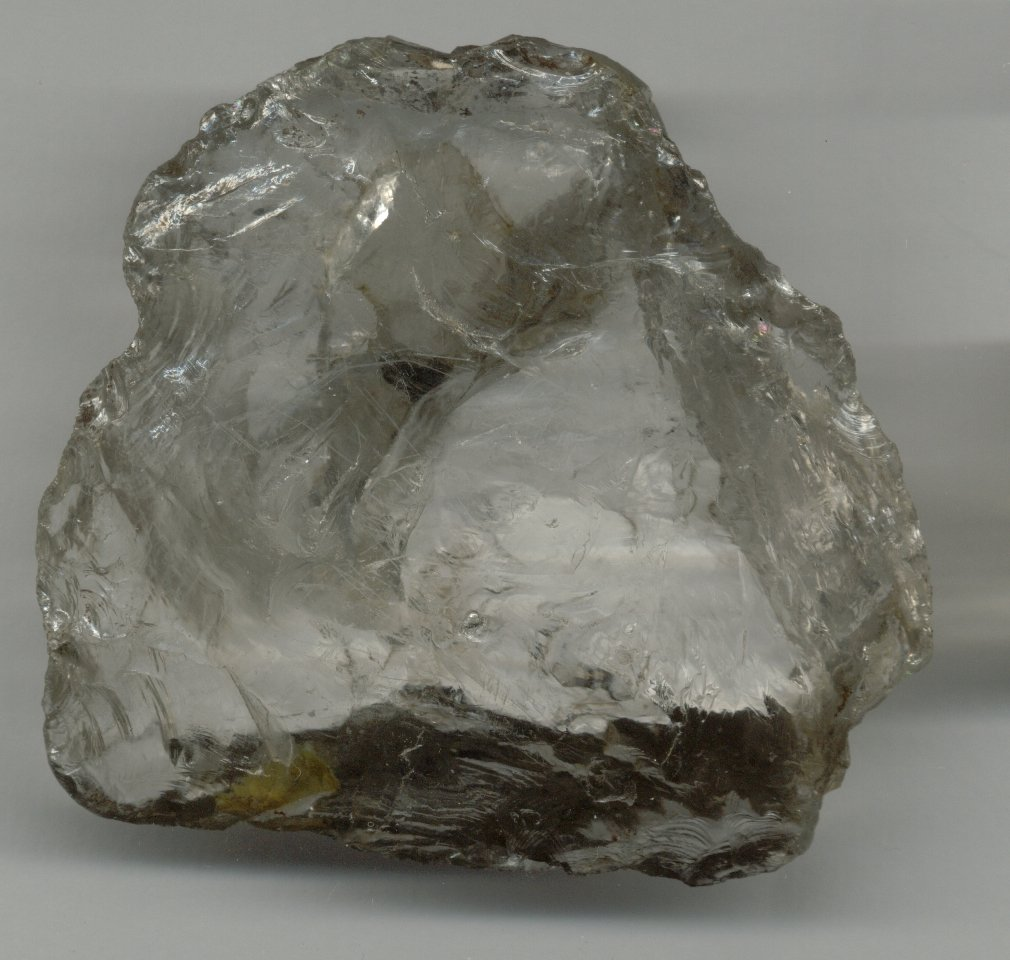
Cuarzo.

El pórfido cuárzico es, en litología, el nombre que reciben un grupo de rocas ácidas semicristalinas, las cuales contienen cristales porfiríticos de cuarzo dispuestos en una matriz finamente granulada, de estructura comúnmente microcristalina o felsítica. En las muestras, el cuarzo aparece en forma de pequeñas y rendondeadas bulas (burbujas) vítreas, de color gris claro, las cuales son pirámides de cristales dobles hexagonales, con sus aristas y vértices romos debido a la corrosión o la reabsorción.
Vistas al microscopio, suele observarse que contienen cavidades fluidas o huecos redondeados conteniendo la matriz granulada, que frecuentemente está compuesta por cristales negativos con perfiles que recuerdan a esos de los cristales perfectos de cuarzo. Muchos de los formados recientemente contienen líquido (ácido carbónico) y una burbuja de gas que puede presentar moción vibrátil al ser observado bajo amplificación óptica.

## Variantes
Además de cuarzo, normalmente hay fenocristales de feldespatos, en su mayoría ortoclasa, aunque también suele presentarse una cantidad variable de plagioclasa. La sustancia de los feldespatos suele estar llena de turbulencias provenientes de la formación de caolín y moscovita secundarias. Estos cristales son de mayor tamaño que los de cuarzo, y a veces alcanzan un tamaño de cinco centímetros. 
No es raro encontrar escamas visibles de biotita en las muestras, formando placas hexagonales, que pueden encontrarse degradadas en una mezcla de clorita y epidota.

## Minerales comunes
La apatita, la magnetita y el zircón, todos en cristales pequeños pero comúnmente perfectos, son minerales que acompañan casi siempre a los pórfidos de cuarzo. La matriz granulada es cristalina y estrecha, y al ser observada a simple vista suele tener un aspecto apagado, que recuerda al de la cerámica cocida común; es grisáceo, verdoso, rojizo o blanco. A menudo es rallado por fluxión durante el enfriamiento, pero por lo general, estas piedras no tienen textura vesicular.
Usando el microscopio, se distinguen dos grandes tipos: el felsítico y el microcristalino. En el primero, los componentes se encuentran tan finamente granulados que, en las vetas más finas, no pueden percibirse mediante el microscopio. Algunas de estas rocas muestran estructuras perlíticas o esferulíticas; dichas rocas puede que fueran vítreas (obsidianas o vidrios volcánicoss) en sus orígenes, pero con el paso del tiempo y los procesos de transformación, lentamente han alcanzado un estado de cristales muy finos. Este cambio se conoce como devitrificación; es común en los vidrios, pues son, en esencia, inestables. Una gran parte de los pórfidos de cuarzo más finos sufren de algún tipo de silificación por el cuarzo, la calcedonia y el ópalo, derivados del óxido de silicio liberado por la descomposición (caolinización) del feldespato original. El óxido de silicio que vuelve a depositarse forma vetas y parches de formas indefinidas e incluso puede reemplazar una porción considerable de la roca, mediante sustitución metasómica. El ópalo es amorfo, mientras que la calcedonia es finamente cristalina y dispuesta, a menudo, en brotes esferulíticos que, bajo la luz polarizada, producen una excelente cruz negra. Las matrices microcristalinas son aquellas cuyos componentes minerales pueden verse al microscopio como finas láminas. Esencialmente, consisten en cuarzo y feldespatos, los cuales a veces se presentan en granos de formas irregulares (micrograníticas).
En otros casos, estos dos minerales se presentan mezclados, formando brotes esferulíticos radiales compuestos por pequeñas fibras; Este tipo se conoce como granofírico. Existe otro grupo, en el que la matriz contiene porciones de cuarzo (redondeados y pequeños, o bien de geometría irregular) dentro de los cuales hay incrustados muchos feldespatos rectanguales; esta estructura se denomina micropoikilitíca, y aunque suele ser primaria, a veces se desarrolla en cambios secundarios debidos al depósito de nuevo cuarzo en la matriz. En general, esos cuarzos pórfidos que poseen matrices microcristalinas son rocas de origen intrusivo. Elvan es el nombre local que reciben en Cornualles los pórfidos de cuarzo que se forman en los diques; en muchas de estas formaciones, la matriz contiene porciones de moscovita incolora o diminutos rastros de turmalina azul. En estas rocas también se hallan la fluorita y la caolinita; la presencia de todos estos minerales es debida a la acción neumatolítica de los vapores que calan el pórfido tras haber sido consolidado, pero antes de haberse enfriado completamente. Muchos cuarzos pórfidos riolíticos muestran, en las superficies erosionadas, varias protuberancias globulares. Pueden medir varios centímetros o sólo unas micras. Cuando se les golpea con un martillo, se separan fácilmente de la matriz, como si estuvieran separadas por una fisura. Al romper sus porciones interiores, pueden presentar un relleno de cuarzo secundario, calcedonia o ágata: algunas tienen una cavidad central, que con frecuencia, contienen depósitos de cristales de cuarzo; también pueden exhibir una serie de grietas redondeadas o líneas oscuras, ocupadas por productos secundarios. Las rocas que poseen esta estructura son comunes en el norte de Gales y Cumberland (en Reino Unido); también se dan en Jersey (en el Canal de la Mancha), los Vosgos (Francia) y Hungría. Un nombre que se ha propuesto para ellas es el de pyromerides.
Existe mucha discrepancia acerca del origen de estas esferoides, pero generalmente se admite que la mayoría de ellas eran esferulitas originalmente, y que sufrieron grandes cambios mediante descomposición y silicificación. Muchas de los pórfidos de cuarzo más antiguos, que se encuentran en las rocas del Paleozoico y el Precámbrico, han sido afectados por movimientos de tierra y han experimentado aplastamientos y cortes. De esta manera, se transforman en esquistosas, y de sus diminutas placas sericíticas de feldespato se  forma mica blanca, que en algunos casos le dan a la roca una apariencia muy similar a la de los esquistos de mica.Si no hay fenocristales en la roca original, pueden producirse esquistos de mica perfectos, que a duras penas se distinguen de los esquistos sedimentarios, aunque son algo distintos en cuanto a su composición química debido a las grandes cantidades de álcali que contienen las rocas ígneas.

## Otros minerales

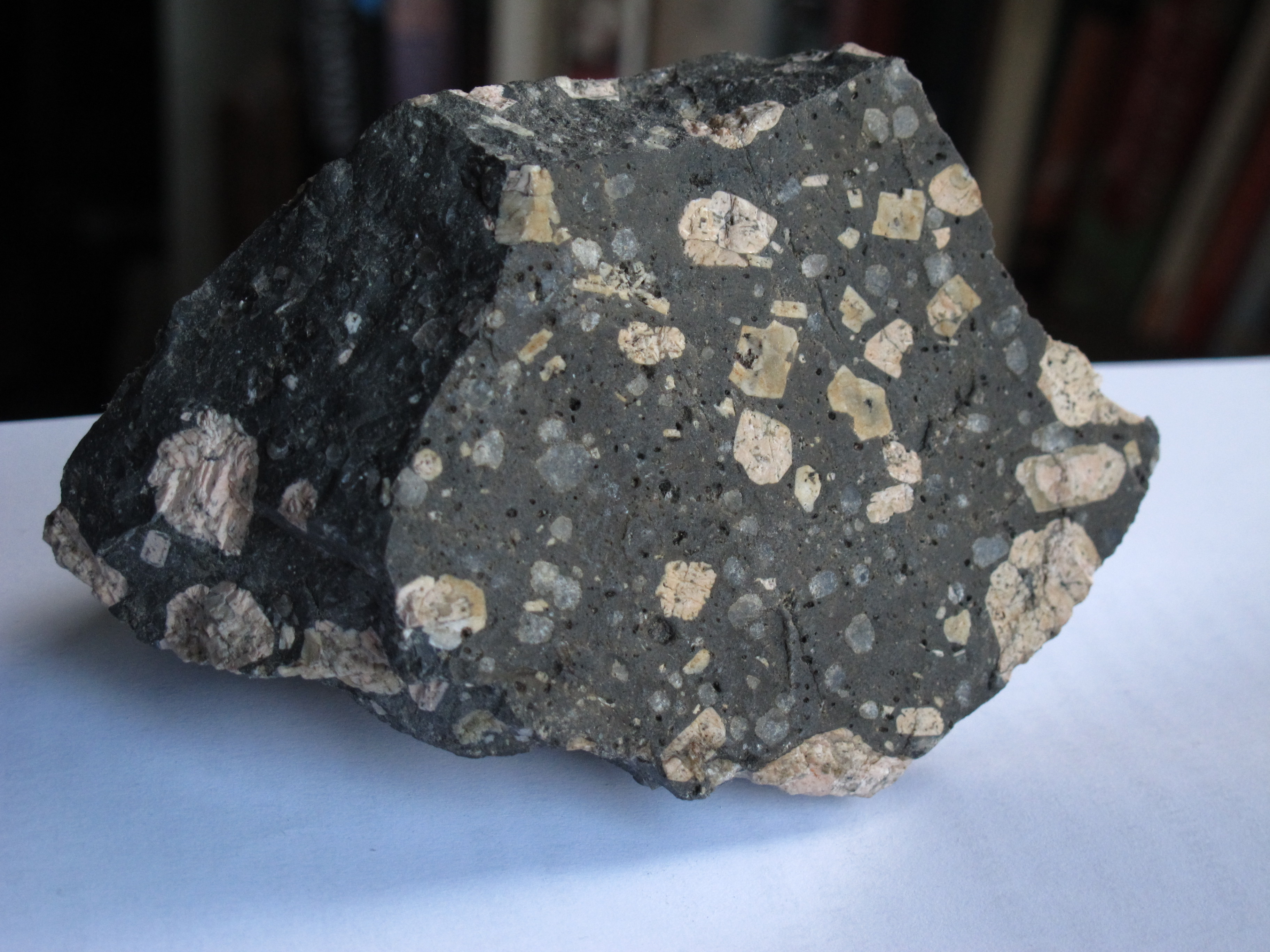
Pórfido de cuarzo procedente de la isla de Alno, Sundsvall (Medelpad), Suecia.

Es raro encontrar otros minerales pórfidos, pero la hornablenda, la augita y la broncita se dan a veces, y el granate, la cordierita y la moscovita también.
Los granates son pequeños, de forma redondeada y color rojo o amarronado; en algunos casos, estas rocas parecen haber sido corroídas o absorbidas.
La corierita forma prismas de seis caras con vértices planos; al observarlos con un prisma de Nicols, estos se dividen en seis áreas triangulares radiando del centro, pues los cristales, que pertenecen al sistema rómbico, no son simples, sino que consisten en tres pares mezclados y entrelazados. En la gran mayoría de los casos, la cordierita ha sido erosionada hasta formar un agregado escamoso de clorita y moscovita; esto se conoce como pinita, y es de un color verde oscuro y muy blanda. Los pórfidos de cuarzo o elvans que se dan en Cornualles y Devon en forma de diques suelen contener este material.
La augita y la hornablenda de estas rocas es verde en la mayoría de los casos, y más frecuentemente descompuesta en clorita, pero aun cuando esto ocurre, puede ser fácilmente identificada por su forma. Un piroxeno rómbido incoloro (enstatita o broncita) aparece en un número escaso de las rocas de este grupo, y se suele transformar en bastita por erosión.